# Portaerei antisommergibile

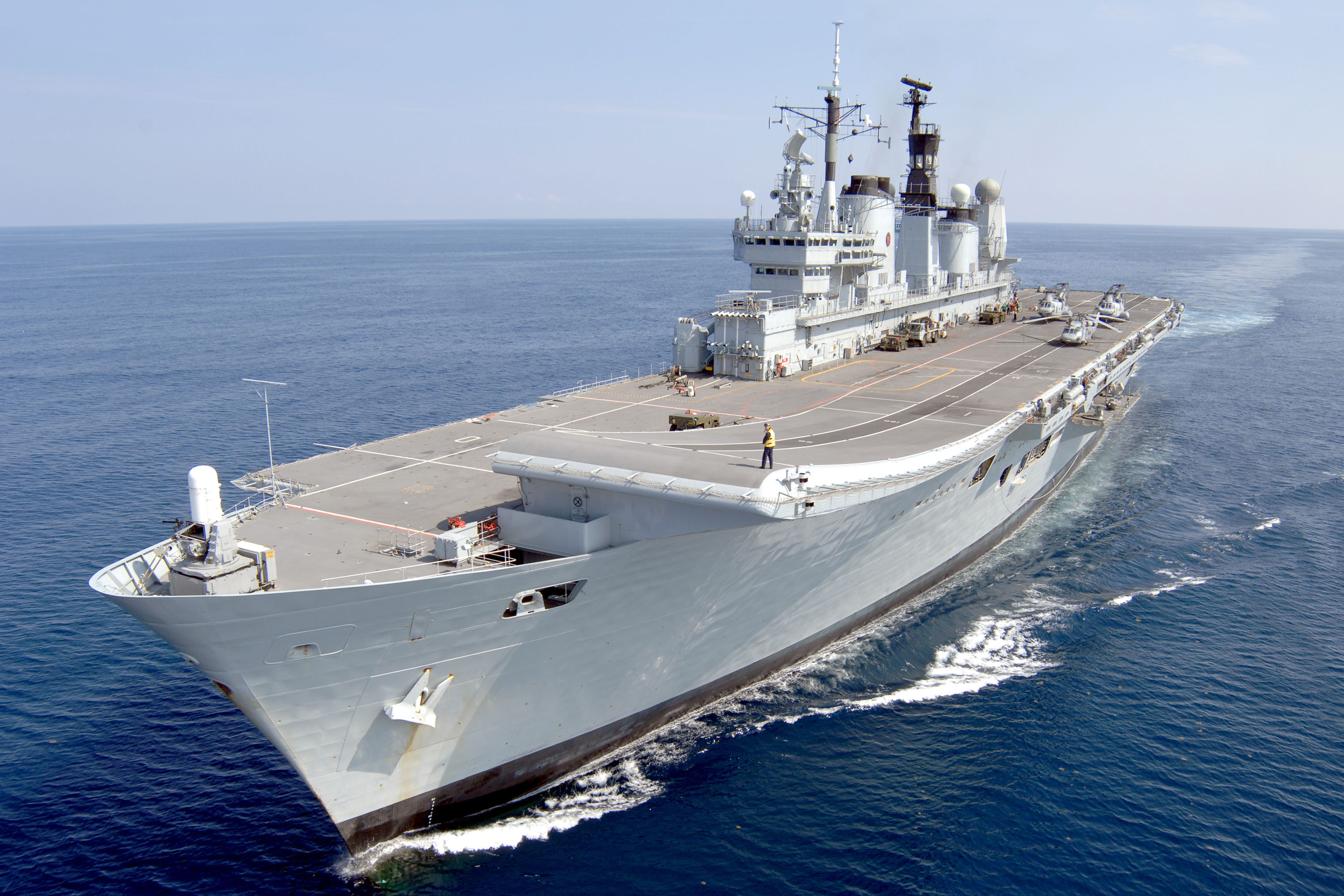
La HMS Ark Royal.

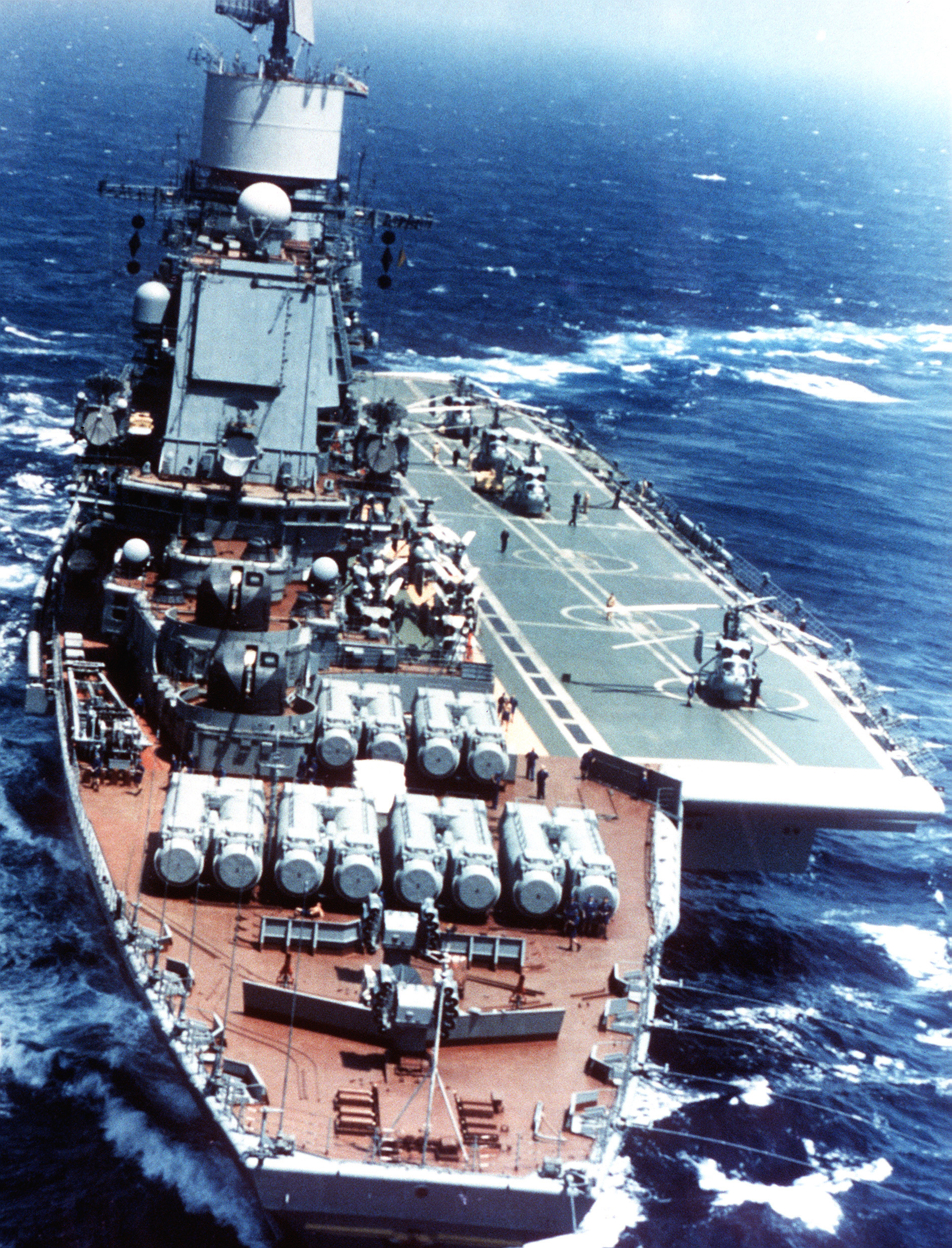
La classificazione sovietica per questo tipo di navi era PKR(Противолодочный крейсер translitterato Protivolodočnyj Krejser), ovvero incrociatore antisommergibile.

Una portaerei antisommergibile (in inglese: Anti-Submarine Warfare Carrier o ASW Carrier) è un tipo di piccola portaerei specializzata nella lotta antisommergibile. Questo tipo di nave nasce durante la guerra fredda come uno sviluppo delle portaerei di scorta utilizzate nel ruolo ASW nell'Atlantico settentrionale durante la seconda guerra mondiale contro gli u-boot tedeschi.

## Ruolo
Dopo la seconda guerra mondiale, la principale minaccia navale per la maggior parte delle nazioni occidentali era il confronto con l'Unione Sovietica. I sovietici avevano concluso la guerra con una marina inferiore a quelle occidentali e quindi intrapresero la via di un confronto asimmetrico contro la superiorità delle navi di superficie occidentali, investendo pesantemente nei sottomarini, sia per l'attacco (SSK) e sia in seguito negli SSBN. Dagli anni 60, diverse nazioni acquistarono delle portaerei dal surplus di portaerei leggere inglesi e statunitensi, e, facilmente e senza costi eccessivi, utilizzando velivoli anti-sommergibile come l'S-2 Tracker (Stati Uniti, Canada, Australia, Paesi Bassi, Argentina e Brasile) o l'Alizé (Francia e India), permisero a queste navi di continuare ad essere ancora utili, in particolare nel quadro nella NATO e della lotta ASW, anche se i nuovi caccia navali stavano diventando troppo pesanti per essere utilizzati su queste portaerei, progettate durante la seconda guerra mondiale.
Le portaerei antisommergibile nascono durante la guerra fredda nella marina statunitense come conversione di alcune portaerei della classe Essex per specializzarle nella lotta antisommergibile contro i sottomarini della marina sovietica.

Anche le altre marine della NATO ed in particolare la marina britannica si dotarono di portaerei di questo tipo; la Royal Navy convertì due portaerei della classe Centaur (la Bulwark e la Hermes) e realizzò le tre della classe Invincible.

Molte altre marine utilizzarono in questo ruolo portaerei delle classi Colossus e Majestic .

Nella United States Navy, le portaerei antisommergibile avevano come hull classification symbol CVS che stava per Antisubmarine Aircraft (ASW) Carrier, mentre la Royal Navy e le altre marine che usano il pennant number utilizzano la lettera R che sta per portaerei.

Altre portaerei, non classificate ufficialmente come portaerei antisommegibile ma semplicemente come portaerei o portaeromobili, che però hanno o avevano come ruolo principale la lotta antisommergibile, sono la Príncipe de Asturias, la Chakri Naruebet e la Giuseppe Garibaldi.

## Unità
L'elenco seguente comprende le portaerei antisommergibile classificate come tali nelle marine militari che le impiegavano; nell'elenco non sono ricomprese le portaerei di flotta, le navi anfibie, le portaelicotteri o le altre portaeromobili.
| Marina     | Classe            | Nome (origine)             | Note |
| ---------- | ----------------- | -------------------------- | --- |
| Royal Navy | classe Colossus   |                            | furono in servizio nelle marine dell'Argentina, dell'Australia, del Brasile, del Canada, della Francia e dei Paesi Bassi |
| Royal Navy | classe Majestic   |                            | furono in servizio nelle marine dell'Australia, del Canada e dell'India                                                  |
| Royal Navy | classe Centaur    | HMS Bulwark (R08)          | |
| Royal Navy | classe Centaur    | HMS Hermes (R12)           | fu poi in servizio nella marina dell'India                                                                               |
| Royal Navy | classe Invincible | HMS Invincible (R05)       | |
| Royal Navy | classe Invincible | HMS Illustrious (R06)      | |
| Royal Navy | classe Invincible | HMS Ark Royal (R07)        | |
| U.S. Navy  | classe Essex      | USS Essex (CV-9)           | |
| U.S. Navy  | classe Essex      | USS Yorktown (CV-10)       | |
| U.S. Navy  | classe Essex      | USS Intrepid (CV-11)       | |
| U.S. Navy  | classe Essex      | USS Hornet (CV-12)         | |
| U.S. Navy  | classe Essex      | USS Ticonderoga (CV-14)    | |
| U.S. Navy  | classe Essex      | USS Randolph (CV-15)       | |
| U.S. Navy  | classe Essex      | USS Lexington (CV-16)      | |
| U.S. Navy  | classe Essex      | USS Wasp (CV-18)           | |
| U.S. Navy  | classe Essex      | USS Bennington (CV-20)     | |
| U.S. Navy  | classe Essex      | USS Boxer (CV-21)          | in seguito convertita in CVT e poi in AVT                                                                                |
| U.S. Navy  | classe Essex      | USS Leyte (CV-32)          | |
| U.S. Navy  | classe Essex      | USS Kearsarge (CV-33)      | |
| U.S. Navy  | classe Essex      | USS Antietam (CV-36)       | |
| U.S. Navy  | classe Essex      | USS Princeton (CV-37)      | in seguito convertita in LPH                                                                                             |
| U.S. Navy  | classe Essex      | USS Shangri-La (CV-38)     | |
| U.S. Navy  | classe Essex      | USS Lake Champlain (CV-39) | |
| U.S. Navy  | classe Essex      | USS Tarawa (CV-40)         | |
| U.S. Navy  | classe Essex      | USS Valley Forge (CV-45)   | in seguito convertita in LPH                                                                                             |
| U.S. Navy  | classe Essex      | USS Philippine Sea (CV-47) | |